# Laurențiu Marinescu
Laurențiu Nicolae Marinescu (n. 25 august 1984, Ploiești, România) este un fotbalist român retras din activitate, care a jucat pe post de mijlocaș la echipe ca Petrolul, Voluntari și U Cluj. Pe plan internațional, are prezențe la națională pentru România.

## Cariera
Laurențiu Marinescu și-a început cariera la echipa de juniori a Petrolului Ploiești. În 2002, a fost ridicat la echipa mare și a debutat în Liga I pe data de 9 august 2003 în meciul cu Ceahlăul Piatra-Neamț, scor 4-1 pentru nemțeni. Marinescu a stat 7 ani la Petrolul, timp în care a bifat 149 de meciuri și a marcat 29 de goluri. În 2009, s-a transferat la Unirea Urziceni, cu care a reușit cea mai mare performanță a lui de până atunci, să devină vicecampion al României cu echipa din Ialomița. După un sezon la Urziceni, Marinescu a fost achiziționat de Steaua București, cu care a obținut primul trofeu din carieră, Cupa României. După despărțirea de Steaua, Marinescu s-a transferat la Universitatea Cluj, apoi a revenit la Petrolul, cu care a obținut în 2013, a doua cupă. După ce Petrolul a falimentat și a fost retrogradată în liga a IV-a Prahova, Marinescu a trecut la FC Voluntari.